# Roger Excoffon
Roger Excoffon (ur. 7 września 1910 r., zm. 30 maja 1983 r.) – francuski projektant krojów pism i grafiki.
Urodził się w Marsylii, studiował prawo na uniwersytecie w Aix-en-Provence, po czym przeniósł się do Paryża, by terminować w drukarni. W 1947 r. założył agencję reklamową i równocześnie został dyrektorem projektów w małej giserni Fonderie Olive w Marsylii. Później został współzałożycielem prestiżowego studia U+O, nawiązującego nazwą do Urbi et Orbi.
Jego najbardziej znane kroje pism to Mistral i Antique Olive (tworzony w latach 1962–1966). Linie lotnicze Air France, jeden z największych i najbardziej prestiżowych klientów Excoffona, używały dostosowanego do swoich potrzeb wariantu Antique Olive w swoim logotypie i liberii do roku 2009, w którym zaprezentowano nowe logo.

## Kroje pism
Kroje zaprojektowane przez Excoffona to:
- Chambord (1945–51, Fonderie Olive)
- Banco (1951, Fonderie Olive)
- Mistral (1953, Fonderie Olive), wytworzony także w odlewni Lettergieterij Amsterdam w 1955 r.
- Choc (1955, Fonderie Olive), wytworzony także w odlewni Lettergieterij Amsterdam w 1964 r.
- Diane (1956, Fonderie Olive)
- Calypso (1958, Fonderie Olive)
- Antique Olive (1962–1966, Fonderie Olive)